# 東京電力病院
東京電力病院（とうきょうでんりょくびょういん）は、かつて東京都新宿区信濃町にあった病院である。東京電力が保有していた企業立病院であり、一般患者の診療は行っていなかった。略称東電病院。2014年2月末をもって閉鎖され、東京建物に土地を売却した。
跡地の活用方法については未定であったが、2017年1月1日付けの創価学会機関紙・聖教新聞の報道によって、聖教新聞社の新社屋となる「創価学会世界聖教会館」が建設されることが明らかになり、2019年9月に竣工、11月に開館した。

## 歴史
東京電力社員らの健康管理を目的とする職域病院として1951年（昭和26年）に開設され、東京電力の社員やOB、その家族らのみを対象として診療を行っていた。
病院は7階建てで敷地面積は5,400平米、信濃町駅至近の外苑東通り沿いに立地しており、慶應義塾大学医学部・慶應義塾大学病院に隣接している。東京都内にはJR東京総合病院、NTT東日本関東病院など多くの民間企業立病院があるがいずれも一般患者を受け入れており、東京電力病院のように診療対象を自社関係者に限定する病院は稀である。電力会社が保有する病院に、他には関西電力病院（大阪市福島区）、中電病院（広島市中区）がある。いずれも従業員の福利厚生施設として開設され、のちに規模を拡大し地域住民に一般開放している。
東京電力は企業立病院形態下での一般開放を検討し東京都に相談したが、東京都側は医療法を根拠に難色を示したとされる。東京電力は近隣に大病院（慶應義塾大学病院）があることを理由に一般病院への変更認可が認められないと説明している。

## 一覧

### 東京電力病院
- 所在地 東京都新宿区信濃町9-2
- 開設者 東京電力株式会社
- 管理者 田邊 清男
- 診療科目 内科、小児科、神経科、外科、整形外科、眼科、耳鼻咽喉科、皮膚泌尿器科、歯科、放射線科、産婦人科
- 病床数 一般病床 192[11][12][13]

### 東京電力病院本店診療所
- 所在地 東京都千代田区内幸町1-1-3
- 診療科目 内科、歯科[14][15]

東京電力の社員、家族、退職者だけが利用できる病院であり一般の人間は利用できない。

## 批判
診療対象を東京電力関係者に限定している東京電力病院であるが、病院の稼働率は極めて低い。2009年（平成21年）に東京都が定期監査を行った際には192床の設置許可病床に対して60名程度しか入院しておらず、ベット数の削減が指導された。また、2012年（平成24年）6月には入院患者がわずか20名余りで病床稼働率が2割未満となっている実態が報じられている。
一等地に建つ東京電力病院の資産価値は120億円以上であるとされるが、東京電力が東京電力福島第一原子力発電所事故後の2012年（平成24年）5月に改革方針などを示した「総合特別事業計画」でもこの病院は売却対象とされず、継続保有の意向が示された。
1兆円以上の公的資金を受ける東京電力が、東京電力病院のような受益者を関係者に限定する過大な福利厚生施設を維持していることへの疑念は、同年6月に開催された東京電力の株主総会でも指摘された。東京電力の株主でもある東京都の猪瀬直樹副知事（当時）はこの病院について、「赤字を垂れ流している社員だけの病院をこれからも運営するのか。売却すべきだ」との疑問と批判を呈した。